# 水谷邦久
水谷 邦久（みずたに くにひさ、1948年3月8日 - ）は、日本の元俳優。本名は同じ。
静岡県熱海市出身。静岡県立熱海高等学校卒業。田村企画に所属していた。

## 人物
高校卒業後、大学浪人中に俳優を志して文学座付属演劇研究所に入り、1968年に劇団NLTに入団する。
NLTの先輩で、後年『金メダルへのターン!』『レインボーマン』で共演した俳優の長沢大は、初対面の印象として「いい意味で世間知らず。清々しい印象で、アドバイスに対しても一生懸命素直に聞いてくれた」と述懐している。また、NLTで一緒だった伴大介は、水谷とともにNLTが千葉県で経営していた海の家で一緒に仕事をしたことがあるという。
1970年、テレビドラマ『金メダルへのターン!』にレギュラー出演。
1972年放送の特撮テレビドラマ『レインボーマン』では、主人公・ヤマトタケシを演じる。オーディションには多数の応募者がいたが、澄んだ瞳が決め手となり原作者の川内康範が選んだ。放送開始時の紹介記事では「テレビドラマは、緊張の連続なので疲れます。不安だらけなので落ち着きません」と述べていたが、放送中盤である1973年4月の紹介記事では「ほかの作品と違ってストーリーが連続しているのでやりがいがあります」と述べている。また、『レインボーマン』プロデューサーの野口光一は水谷について「演技力もあり童顔なのでこの種の作品には向いている」と評している。
1972年末にNLTを退団。東宝テレビ部の専属となる。
趣味は読書で、1973年の記事では「文学から娯楽まで乱読ですが、文字に接しないと落ち着かないところがある」として、毎晩の読書は欠かさないと答えている。特技は水泳と柔道で、高校時代は水泳選手だった。
1979年放送の時代劇テレビドラマ『新五捕物帳』第58話「ふきっ溜りの青春」の長三郎役を最後に俳優業を引退し、実家の稼業「カメラの水谷」を継いだ。

## 出演

### テレビドラマ
- 江戸川乱歩シリーズ 明智小五郎 第24話「拝啓地下帝国殿下 大暗室より」（1970年、12ch）
- 金メダルへのターン!（1970年 - 1971年、CX） - 黒木進介
- 火曜日の女シリーズ / クラスメート -高校生ブルース-（1971年、NTV） - 日野
- レモンの天使 第12話「泥まみれの友情」（1971年、フジテレビ/東宝） - パティシエ
- 飛び出せ!青春 第1話「レッツ・ビギン Let's begin!」、第25話「そのけんか私が買います」（1972年、NTV） - 県立東高サッカー部キャプテン
- レインボーマン（1972年 - 1973年、NET） - 主演・ヤマトタケシ / レインボーマン
- 太陽にほえろ!（NTV）  
  - 第65話「マカロニを殺したやつ」（1973年） - 井沢義男
  - 第87話「島刑事・その恋人の死」（1974年） - 白井
  - 第128話「夢見る人形たち」（1974年） - 倉田次郎
  - 第161話「話したい」（1975年） - 坂東ひろし
  - 第240話「木枯らしの中で」（1977年） - 娘の婿
- 高校教師 第2話「同棲なんて知らない」（1974年、12ch） - 千葉敏夫
- 青い山脈 第24話「寺沢家の危機!!」（1974年、CX） - 潔
- 日本沈没 第22話「折れ曲がる、日本列島」（1975年、TBS） - 小里（大浦岬灯台職員）
- 必殺必中仕事屋稼業 第19話「生かして勝負」（1975年、ABC） - 忠七
- ザ★ゴリラ7 第23話「死刑台へ急ぐ野郎ども」（1975年、NET） - 津上周二
- 江戸を斬るII（1975年 - 1976年、TBS） - 仙太
- 夫婦旅日記 さらば浪人 第19話「くずやおはらい物語」（1976年、CX）
- 円盤戦争バンキッド 第1話「エンバン編隊"13"の謎」（1976年、NTV） - 一郎
- 俺たちの朝 第11話「喧嘩とやる気と下手な芝居」（1976年、NTV） - 演劇部員
- いろはの"い"第15話「追いつめる」（1976年、NTV） - 警官
- Gメン'75 第98話「女子大生の中のニセ刑事」（1977年、TBS）
- 華麗なる刑事 第24話「恐怖のドライブイン」（1977年、CX） - 名和ジュンイチ
- 同心部屋御用帳 江戸の旋風III 第37話「北風の女」（1978年、CX） - 新之助
- 新五捕物帳 第58話「ふきっ溜りの青春」（1979年、NTV） - 長三郎

### 映画
- 弾痕（1969年、東宝） - 活動家
- 俺の選んだ女（1976年、東宝） - 高士